# Sour Diesel
Singles de Zayn Malik
Entertainer
(2018) Too Much
(2018)
Sour Diesel est une chanson du chanteur anglais Zayn Malik, sortie le 18 juillet 2018 sous le label RCA Records.

## Sortie
Zayn Malik annonce la sortie du single sur twitter et annonce que le clip sera disponible à minuit le 18 juillet 2018 sur Apple Music. 

## Composition
Le single est composé en Mi mineur avec un rythme de 95 bpm. 

## Clip
Le clip est sorti en même temps que le single sur Apple Music puis apparaît sur youtube en avril 2019. Le clip est réalisé par Sing Lee. 